# Morgan il pirata
Morgan il pirata è un film del 1960, diretto da André De Toth e Primo Zeglio.

## Trama
Henry Morgan, trattenuto nella città di Panama in schiavitù, viene comperato da Ynes, figlia del Governatore. 
Innamoratosi della donna, viene deportato su un galeone spagnolo, del quale s'impadronisce con gli altri prigionieri, che lo riconoscono come loro capo. 
Egli indirizza la nave all'isola di Tortuga, riscatta Ynes, che era stata fatta prigioniera, e riprende il mare. Morgan compie imprese straordinarie, stringe alleanza con l'Inghilterra, e tenta d'impadronirsi di Panama; ma l'impresa non riesce. Organizzata una seconda spedizione, tenta di accostarsi alla città per via terra e riesce a conquistarla. 
Nel palazzo del Governatore trova un immenso bottino; ma il pensiero di Ynes, che egli crede lontana, in viaggio per la Spagna, lo rattrista. 
La troverà invece viva sotto un monte di cadaveri, e giurerà a se stesso di non staccarsi più da lei.